# باول كاي (كاتب)
باول كاي (بالإنجليزية: Paul Kay)‏ هو لغوي وكاتب ومؤلف أمريكي، ولد في 13 نوفمبر 1934 في نيويورك في الولايات المتحدة.

## وصلات خارجية
- باول كاي على موقع الموسوعة البريطانية (الإنجليزية)